# مازینهو
مازینهو بازیکن فوتبال اهل برزیل است.
او ۳۵ بازی ملی در کارنامه خود دارد. دو پسرش نیز بازیکنانی صاحب نام هستند. پسر بزرگش تیاگو آلکانترا که در باشگاه بارسلونا ، دستیار هانسی فلیک است و پسر کوچکش رافینیا آلکانترا که در باشگاه العربي بازی می‌کند.